# 笠井鳳斎
笠井 鳳斎（かさい ほうさい、生没年不詳）は明治時代から昭和時代初期にかけての浮世絵師。

## 来歴
月岡芳年晩年の門人。明治中期には陸軍省に勤務し、主に製図を描く傍ら、芳年について人物画を学び、描線や色彩の細かい密画を描いていた。そのうち、鳳斎は鶯亭金升と知り合いとなり、新聞の挿絵を描きたいということにより、『改進新聞』において続き物の挿絵を描いていた。後にそれが縁で陸軍省をやめ、錦絵の制作に専念した。また、東陽堂の『風俗画報』において挿絵も描いており、小林清親との交流も知られている。大正から昭和には肉筆画で売り出したが振るわず昭和の初めに筆を絶ったといわれる。性格は無邪気で欲のない好人物ではあったが、忘れ物が多いなど粗忽な面もあったという。明治30年代頃の講談本『江戸の花血染纏』（放牛舎桃林講演・石原明倫速記　発行年未詳）の木版口絵を描いたほか、明治33年（1900年）秋の第9回日本絵画協会　第4回日本美術院　連合絵画共進会に「秋風」及び「福原怪異」という作品を出品している。大正期には御大礼錦絵「紫宸殿の御儀」（250度摺）及び「大嘗祭の御儀」（150度摺）の2図4円を日本橋区室町の美術木版画会から発行している。他に、『幼年倶楽部』で挿絵を描いた他、絵葉書の作例も多く、仏教に関係のある地獄図などを得意としていたようである。大正2年刊行の『大日本当代画伯名鑑』の国画各派の項に「笠井鳳斎 東京 麹町山元町一ノ五」とある。昭和の初めに淋しい絶筆を残したが、地獄の絵葉書と肉筆の美人画に緻密な佳作もあった。

## 作品
- 『太平洋』口絵 遅塚麗水作 明治30年（1897年） 金桜堂版
- 『通俗水滸伝』全7巻 口絵 桃川燕林作 講談速記本 明治30年（1897年）
- 「靖国神社真図」 錦絵 縦54.7cm×横78.4cm  明治44年（1911年） 遊就館所蔵  ※國晃館版
- 「英雄双六  」（『幼年倶楽部』第1巻第1号） 大正15年（1926年） 江戸東京博物館所蔵
- 「武田信玄」 絹本着色
- 「修善寺物語」 絵葉書5枚